# 阿爾塔爾山 (阿達梅洛-普雷薩內拉阿爾卑斯山脈)
46°07′09″N 10°38′50″E / 46.11913°N 10.64734°E
阿爾塔爾山（義大利語：Monte Altar），是意大利的山峰，位於該國北部，由特倫蒂諾-上阿迪傑大區負責管轄，屬於阿達梅洛-普雷薩內拉阿爾卑斯山脈的一部分，海拔高度2,473米，每年平均降雨量1,357毫米。